# امبام
امبام (به لاتین: Ambam) یک منطقهٔ مسکونی در کامرون است که در منطقه جنوب واقع شده‌است.

## خصوصیات
امبام ۱٬۵۹۶ نفر جمعیت دارد.